# Hans Nilsson-Ehle
Hans Gregor Gunnar Nilsson-Ehle, född 17 juli 1910 i Svalövs socken, död 18 mars 1983 i Lund, var en svensk romanist.
Hans Nilsson-Ehle var son till Herman Nilsson-Ehle. Efter studentexamen vid Lunds högre allmänna läroverk började han studera vid Lunds universitet där Emanuel Walberg kom att bli hans lärare. Nilson-Ehle avlade filosofie kandidatexamen 1931, filosofisk ämbetsexamen 1932 och blev filosofie licentiat 1938. 1937 blev han sekreterare i Société franco-suédois de Lund och var 1939-1943 sekreterare och 1949–1957 ordförande i Alliance française Lund-Malmö. Efter att ha disputerat med avhandlingen Les adverbes en -ment compléments d'un verbe en français modern blev han 1941 filosofie doktor och docent i romanska språk vid Lunds universitet. Nilsson-Ehle var 1944–1946 sekreterare i Filologiska sällskapet i Lund, 1946–1957 lektor i engelska och franska vid Katedralskolan i Lund och universitetslektor i romanska språk vid Lunds universitet 1956–1957. 1957–1977 var han professor i romanska språk vid Göteborgs universitet och ordförande i Svensk-italienska föreningen i Göteborg 1958–1976.
Hans Nilsson-Ehle blev 1949 ledamot av Vetenskapssocieteten i Lund och var 1954–1956 dess sekreterare, blev 1952 ledamot av Kungliga Humanistiska Vetenskapssamfundet i Lund och 1959 ledamot av Kungliga Vetenskaps- och Vitterhets-Samhället i Göteborg. Han är begravd på Kvibergs kyrkogård i Göteborg.